# Leucocera
Leucocera là một chi bọ cánh cứng trong họ Chrysomelidae.
Chi này được miêu tả khoa học năm 1843 bởi Chevrolat.

## Các loài
Chi này gồm các loài:
- Leucocera ileanae Daccordi, 1995